# M̦

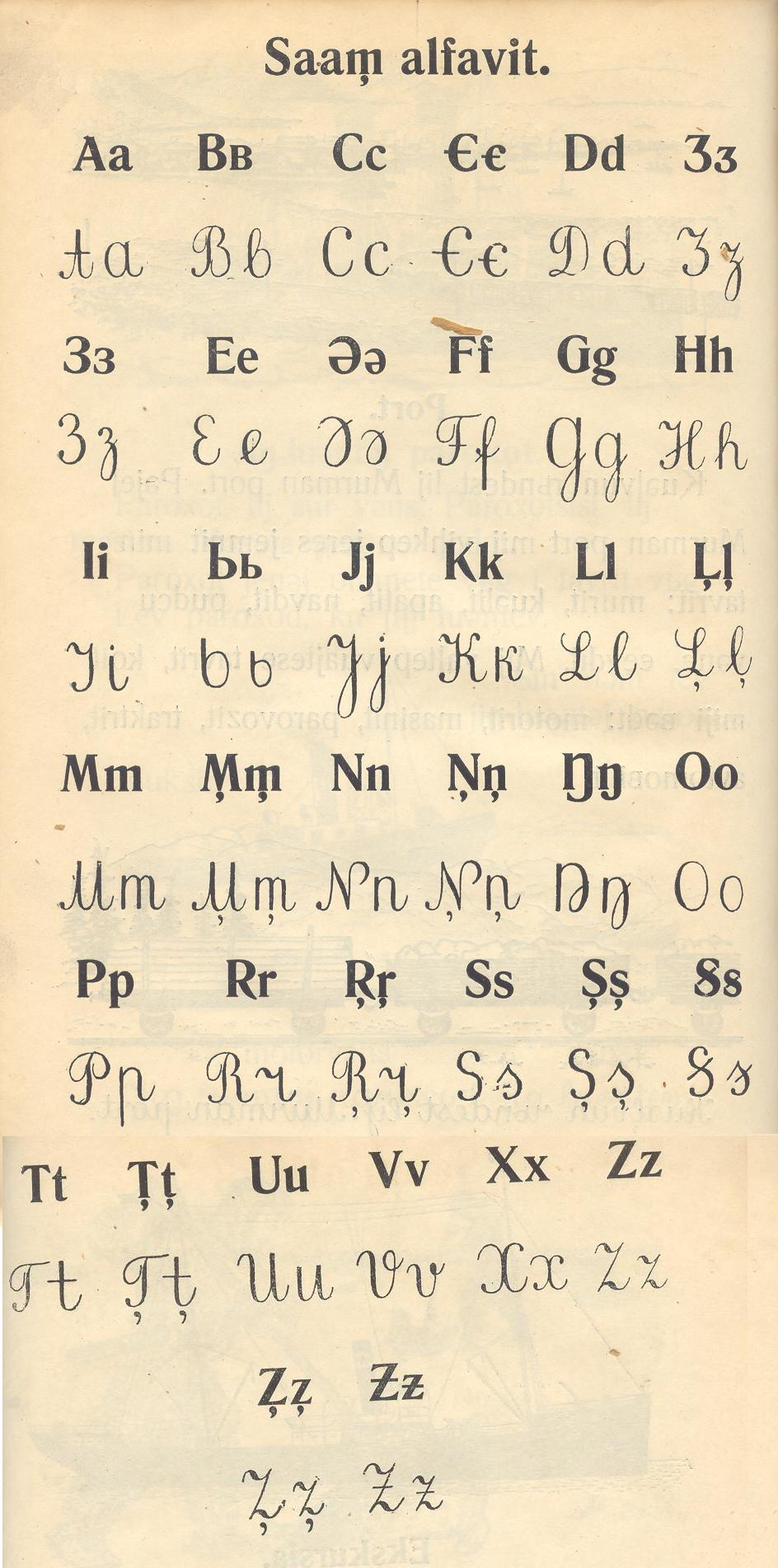
Das kildinsamische Alphabet von 1933 verwendete ebenfalls den Buchstaben M mit Komma.

M̦ m̦ (M mit Unterkomma) ist ein Buchstabe im heute nicht mehr gebräuchlichen lateinischen Alphabet des Kildinsamischen. Der Buchstabe repräsentiert einen palatalisierten Laut [mʲ].